# Familia Glass
La familia Glass es una familia de ficción creada por J. D. Salinger cuyos miembros han aparecido en varias de sus obras, la mayoría de ellas publicadas en la revista The New Yorker anteriormente a su impresión en formato de libro. Las colecciones de relatos en las que aparecen los Glass son: Nueve cuentos, Franny y Zooey, Levantad, carpinteros, la viga del tejado y Seymour: una introducción y "Hapworth 16, 1924", este último no publicado en forma de libro ni traducido al español.

## Miembros de la familia Glass
- Bessie y Les Glass: La madre y el padre de los siete hermanos Glass, ambos son comediantes retirados. Les es de origen judío y Bessie es irlandesa, y a diferencia de sus hijos es una mujer con un carácter y unos gustos sencillos.
- Seymour Glass: El primogénito de la familia, es un poeta influido por el budismo y el taoísmo y el más brillante de todos los hermanos, para quienes es un referente. Es extremadamente sensible y su salud mental y su sexualidad han sido cuestionadas varias veces por la familia de su esposa Muriel, que ven en él a una persona antisocial, esquizoide y a un homosexual latente. Es el protagonista de los relatos Un día perfecto para el pez plátano y Seymour: una introducción, y aparece en todos los demás.
- Webb "Buddy" Glass: El segundo de los hermanos es escritor y el narrador de la mayoría de los relatos en los que aparece la familia. Trabaja como profesor en un colegio femenino de Nueva York y de todos los hermanos es el que está más unido a Seymour. En Seymour: una introducción se sugiere que es el escritor de El guardián entre el centeno, por lo que es considerado el alter ego de Salinger.
- Beatrice "Boo Boo" Glass: La mayor de las hermanas Glass prefiere definirse modestamente como una ama de casa de Tuckahoe y dejó Nueva York para casarse y tener tres hijos. Es la protagonista del relato En el bote y aparece en Hapworth 16, 1924 y Levantad, carpinteros, la viga del tejado.
- Walt Glass: Es el hermano gemelo de Walker. Participó en la II Guerra Mundial destinado en Japón y su familia le define como el único de ellos con carácter alegre. Aparece como protagonista en el cuento El tío Wiggly en Connectcicut, narrado por su novia.
- Walker Glass: El otro gemelo se separó de Walt por primera vez en su vida durante la II Guerra Mundial para ser objetor de conciencia, tras lo que decidió ser monje cartujo.
- Zachary Martin "Zooey" Glass: Es actor y según Buddy el más atractivo de todos los hermanos. Es ligeramente misántropo, hecho que él atribuye a las obligaciones que Seymour y Buddy, en pleno encaprichamiento adolescente con la espiritualidad oriental, les imponían a él y a Franny cuando eran pequeños. Zooey es el protagonista del segundo relato de Franny y Zooey.
- Frances "Franny" Glass: La menor de la familia es actriz y estudia arte en un colegio femenino de Boston. Por influencia de sus dos hermanos mayores, está obsesionada con la espiritualidad oriental y con el libro religioso ruso El camino de un peregrino. Aparece en Franny y Zooey.

Los siete hermanos son superdotados y de pequeños aparecían semanalmente en el programa radiofónico Los niños sabios bajo los seudónimos que algunos de ellos conservan como apodo. La familia reside en un apartamento del Lower East Side de Nueva York, donde los muchachos han pasado su infancia y parte de su juventud.